# Mughiphantes lithoclasicola
Mughiphantes lithoclasicola là một loài nhện trong họ Linyphiidae.
Loài này thuộc chi Mughiphantes. Mughiphantes lithoclasicola được miêu tả năm 1983 bởi Deltshev.